# J.T. Sloan
J.T. Sloan, né le 25 septembre 1969 au Canada, est un acteur pornographique gay, également connu sous le pseudonyme Justin Sloane.
Sa longue et prolifique carrière (près de 85 films) a été couronnée de deux récompenses (une comme Meilleur acteur, l'autre comme Acteur Gay de l'année). Actif et passif, J.T. Sloan doit sa longévité dans le X gay à un corps musclé qu'il a toujours entretenu et à un sexe de 20 cm qui a fait une grande partie de sa réputation.

## Filmographie sélective
- 1994 : New Pledgemaster de Chi Chi LaRue, avec Aiden Shaw et Ken Ryker
- 1994 : Idol Country de Chi Chi LaRue
- 1995 : Man to Men de Chi Chi LaRue
- 1995 : Bulls Eyes de Michael Zen
- 1997 : Naked Highway de Wash Westmoreland
- 1998 : HOMOgenized de Michael Zen

## Récompenses
J.T. Sloan a reçu un AVN Award, catégorie Gay Performer of the Year 1995, ainsi qu'un Grabby Awards en 1996 pour le film Bulls Eyes.